# Georgi Petrowitsch Polkownikow

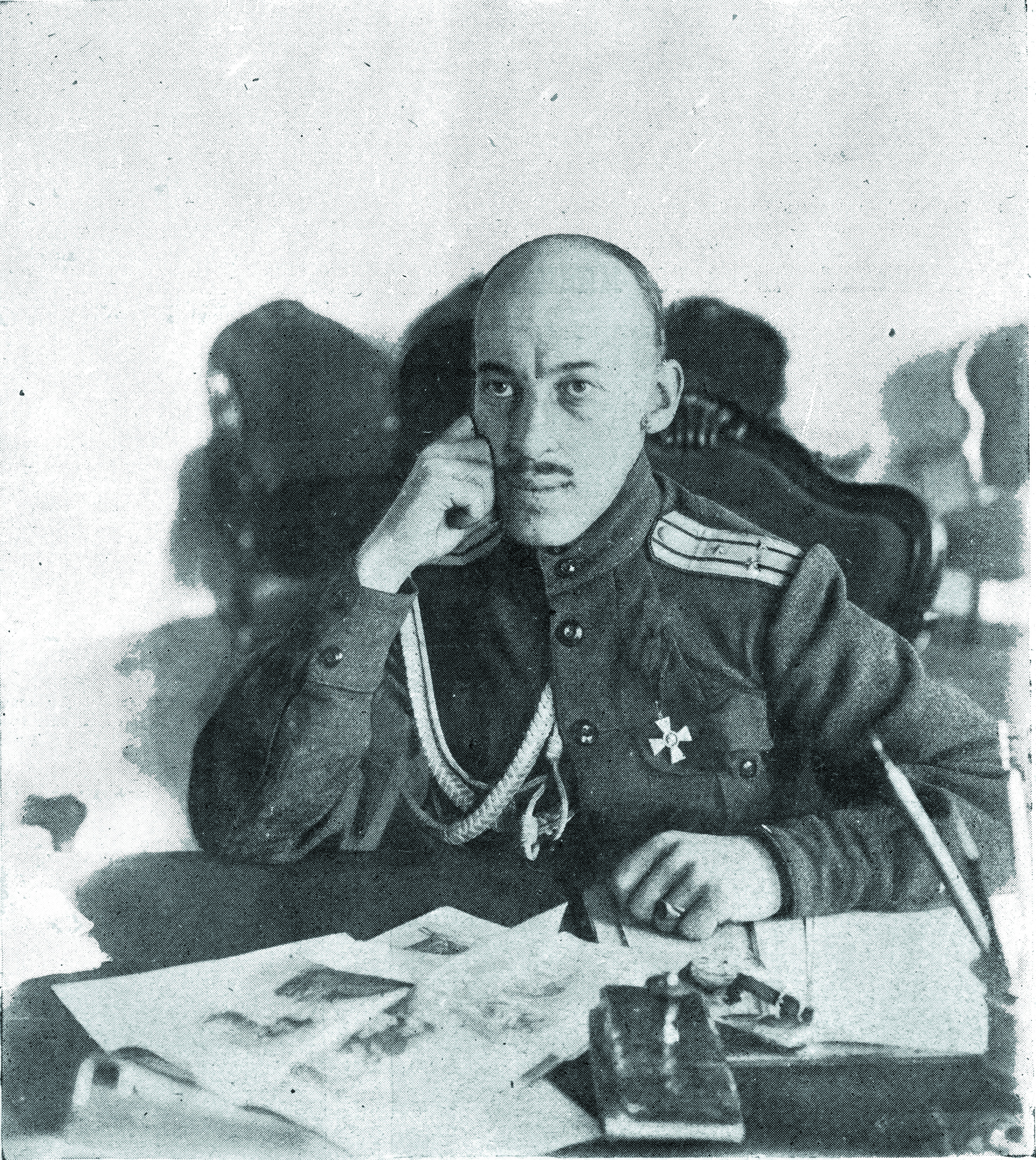
Georgi Polkownikow (September 1917)

Georgi Petrowitsch Polkownikow (russisch Георгий Петрович Полковников; * 23. Februarjul. / 7. März 1883greg. in der Staniza Kriwjanskaja, Oblast des Don-Heeres; † März 1918 in Besuglowa bei Orlowskaja) war ein russischer Militär, zuletzt Oberst.

## Leben
Der aus einer Kosakenfamilie stammende Polkownikow – sein Vater Pjotr Polkownikow (1850–1906) war Generalmajor – war während der Oktoberrevolution im Herbst 1917 Chef des Petrograder Militärbezirks. Danach schloss er sich der weißen Bewegung an, für die er in den Steppen südlich des Don (Sadonskaja step) an der Aufstellung kalmückischer Truppen beteiligt war. Er wurde im März 1918 beim Winterlager Besuglowa, im Gebiet der Staniza Orlowskaja, von roten Truppen gefangen genommen und hingerichtet.
Seine Person liefert eine der Figuren für das Theaterstück Weiter … weiter … weiter! von Michail Schatrow.